# Johann Caspar Eisenschmidt
Johann Caspar Eisenschmidt (n. 1656 la Strasbourg - d. 1712), cunoscut în franceză și ca Jean Gaspard Eisenschmidt, a fost un matematician, filozof și medic francez, de origine germană.
În 1699 devine membru al Academiei Franceze de Științe.

## Biografie
De la tatăl său, deși era un simplu olar care se ocupa cu cositoritul vaselor, a primit o educație deosebită.
A studiat matematica, filozofia și medicina.
În 1861 s-a stabilit la Paris, unde  practicat medicina.
A călătorit în Italia și Germania, iar în 1684 s-a reîntors la Strasbourg.
În 1686 a suferit un accident, în urmă căruia a pierdut ambele picioare, motiv pentru care a renunțat la cariera medicală și s-a dedicat matematicii.
Lucrările sale matematice (publicate în Jouranl des Travaux) au fost apreciate de La-Hire, Cassini, Roland și alții.

## Scrieri
- 1691: Diatribe de Figura Tellurius ellipticos-sphaeroides
- 1700: Introductio nova ad Tabules manuales logarithmicos I. Kepleri et J. Bartschii (Strasbourg).